# Nidularium angustifolium
Nidularium angustifolium är en gräsväxtart som beskrevs av Ernst Heinrich Georg Ule. Nidularium angustifolium ingår i släktet Nidularium och familjen Bromeliaceae. Inga underarter finns listade i Catalogue of Life.